# 229 Adelinda
229 Adelinda è un asteroide della fascia principale del diametro medio di circa 93,2 km. Scoperto nel 1882, presenta un'orbita caratterizzata da un semiasse maggiore pari a 3,4220719 UA e da un'eccentricità di 0,1446822, inclinata di 2,08650° rispetto all'eclittica.
Stanti i suoi parametri orbitali, è considerato un membro della famiglia Cibele di asteroidi.
Il suo nome fu dedicato alla moglie dell'astronomo Edmund Weiss.